# Анна Кароліна Шмідлова
Анна Кароліна Шмідлова (словац. Anna Karolína Schmiedlová, нар. 13 вересня 1994, Кошиці) — словацька тенісистка.
Свою першу перемогу в турнірах WTA Анна Кароліна здобула на Katowice Open 2015 року. Того ж року вона виграла Bucharest Open.
Молодша сестра Анни Кароліни Крістіна Шмідлова теж тенісистка.

## Фінали турнірів WTA

### Одиночний розряд 4 (3 — 1)
| Результат | №  | Дата           | Турнір                             | Поверхня      | Супротивниця      | Рахунок       |
| --------- | -- | -------------- | ---------------------------------- | ------------- | ----------------- | ------------- |
| Поразка   | 1. | 16 лютого 2015 | Rio Open, Ріо-де-Жанейро, Бразилія | Ґрунт         | Сара Еррані       | 6–7(2–7), 1–6 |
| Перемога  | 1. | 6 квітня 2015  | Katowice Open, Катовіце, Польща    | Хард (у залі) | Каміла Джорджі    | 6–4, 6–3      |
| Перемога  | 2. | 13 липня 2015  | Bucharest Open, Бухарест, Румунія  | Ґрунт         | Сара Еррані       | 7–6(7–3), 6–3 |
| Перемога  | 3. | 15 квітня 2018 | Copa Colsanitas, Богота, Колумбія  | Ґрунт         | Лара Арруабаррена | 6–2, 6–4      |

## Виноски
1. ↑  Player Profile // WTA website